# Фай (лунный кратер)
Кратер Фай (лат. Faye) — крупный ударный кратер в южном полушарии видимой стороны Луны. Название присвоено в честь французского астронома Эрве Огюста Этьена Альбана Фая (1564—1617) и утверждено Международным астрономическим союзом в 1935 г. 

## Описание кратера

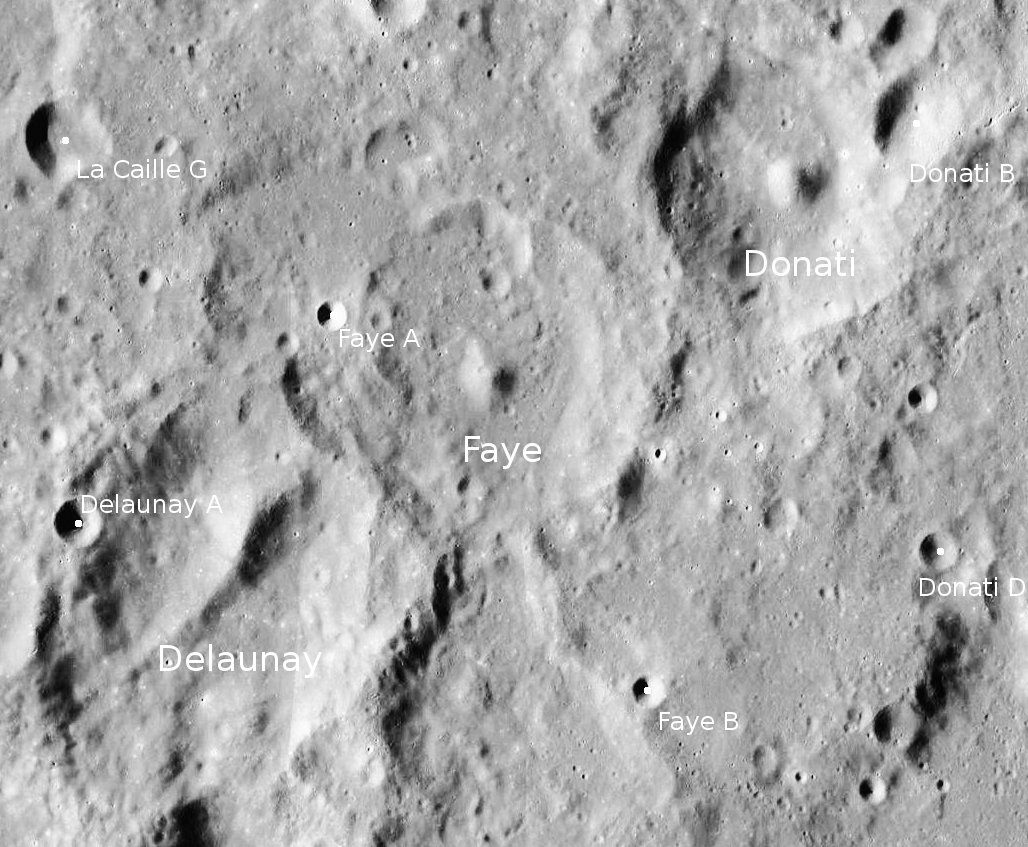
Окрестности кратера Фай. Снимок зонда Lunar Reconnaissance Orbiter.

Кратер Фай расположен в гористой материковой местности к востоку от Моря Облаков. К его северо-восточной части почти примыкает кратер Донати, а к юго-западной примыкает кратер Делоне, таким образом кратер входит в цепочку кратеров с увеличивающимся диаметром: Донати  - Фай - Делоне - Лакайль - Пурбах. Селенографические координаты центра кратера 21°23′ ю. ш. 3°49′ в. д. / 21,39° ю. ш. 3,81° в. д., диаметр 38,0 км, глубина 2700 м.
Кратер Фай имеет полигональную форму, практически полностью разрушен и трудно различим на фоне окружающей местности. Северо-западная часть вала полностью разрушена, лучше всего сохранилась юго-восточная часть вала. Дно чаши кратера пересеченное, в северной части чаши расположен небольшой кратер. Имеется небольшой округлый центральный пик высотой 1000 м.

## Сателлитные кратеры

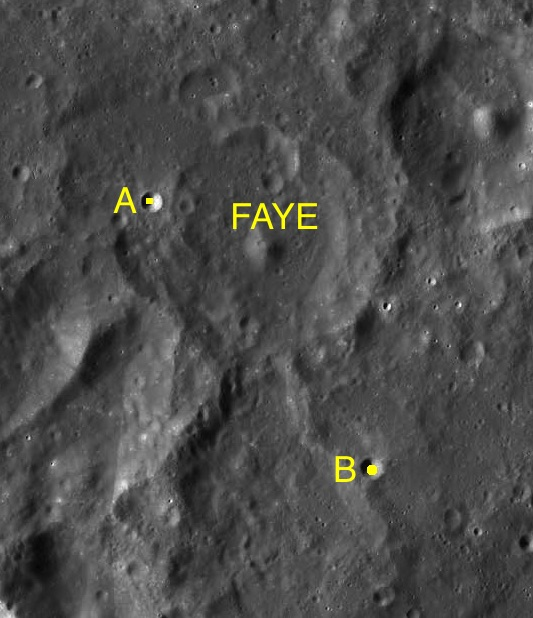
Фрагмент карты LAC-95.

| Фай | Координаты                                         | Диаметр, км |
| --- | -------------------------------------------------- | ----------- |
| A   | 21°12′ ю. ш. 3°07′ в. д. / 21,2° ю. ш. 3,12° в. д. | 3,6         |
| B   | 22°39′ ю. ш. 4°30′ в. д. / 22,65° ю. ш. 4,5° в. д. | 3,9         |

## См.также
- Список кратеров на Луне
- Лунный кратер
- Морфологический каталог кратеров Луны
- Планетная номенклатура
- Селенография
- Минералогия Луны
- Геология Луны
- Поздняя тяжёлая бомбардировка